# Bregmaceros japonicus
Bregmaceros japonicus är en fiskart som beskrevs av Tanaka, 1908. Bregmaceros japonicus ingår i släktet Bregmaceros och familjen Bregmacerotidae. Inga underarter finns listade.